# The Collector's Series, Volume One
The Collector's Series, Volume One è una raccolta della cantante canadese Céline Dion, pubblicato il 4 ottobre 2000. È il suo ottavo album in inglese e il trentaquattresimo in totale. L'album è stato pubblicato con il titolo Tout en amour, in Francia.

## Contenuti
The Collector's Series, Volume One è una raccolta di alcuni dei più grandi successi della Dion. Include diverse canzoni nuove o rare, come la performance inedita di The Power of the Dream di Céline ai Giochi Olimpici di Atlanta nel 1996, dove la cantante si esibì accompagnata dal suo produttore David Foster, tra l'altro autore della canzone, al piano e dall'Atlanta Symphony Orchestra e dal Centennial Choir. L'album contiene 16 canzoni in cinque lingue diverse. Due delle canzoni sono in spagnolo: Amar Haciendo El Amor e Sola Otra Vez, l'ultima delle quali è un'interpretazione mozzafiato di All By Myself. Due sono i titoli francesi: Pour que tu m'aimes encore e Un garcon pas comme les autres (Ziggy). Uno è un duetto anglo-italiano: The Prayer con Andrea Bocelli. Un altro è una versione giapponese di Be The Man. E infine l'album include alcune delle più belle ballad di Céline in lingua inglese, come Where My Heart Beat Now, Tell Him, Only One Road e Falling In You You.
per la gioia dei collezionisti, l'album è disponibile anche in edizione limitata in Francia con il titolo Tout en amour e comprende dodici cartoline a colori con foto inedite di Céline Dion.

## Successo commerciale
The Collector's Series, Volume One ha venduto oltre tre milioni di copie in tutto il mondo, nonostante sia stato progettato specificatamente per il mercato statunitense. L'album scalò la classifica francese degli album più venduti e raggiunse la top ten anche in Canada e Portogallo.
L'album è stato certificato disco d'oro in molti paesi europei e non, come il Giappone, la Nuova Zelanda e gli Stati Uniti, dove ha venduto 914 000 copie, secondo Nielsen SoundScan.

## Tracce

### The Collector's Series, Volume One
1. The Power of the Dream – 4:30 (David Foster, Babyface, Linda Thompson)
2. Where Does My Heart Beat Now – 4:32 (Robert White Johnson, Taylor Rhodes)
3. Us – 5:44 (Billy Pace)
4. The Reason – 4:59 (Carole King, Mark Hudson, Greg Wells)
5. Seduces Me – 3:45 (Dan Hill, John Sheard)
6. With This Tear – 4:12 (Prince)
7. Falling into You – 4:18 (Billy Steinberg, Rick Nowels, Marie-Claire D'Ubaldo)
8. Pour que tu m'aimes encore – 4:13 (Jean-Jacques Goldman)
9. Un garçon pas comme les autres (Ziggy) – 2:56 (Luc Plamondon, Michel Berger)
10. Be the Man (Japanese version) – 4:39 (Foster, Junior Miles, Reiko Yukawa)
11. Tell Him (feat. Barbra Streisand) – 4:50 (Thompson, Afanasieff, Foster)
12. The Prayer (feat. Andrea Bocelli) – 4:27 (Carole Bayer Sager, Foster, Alberto Testa, Tony Renis)
13. All by Myself (Spanish version) – 5:08 (Eric Carmen, Sergei Rachmaninoff, Manny Benito)
14. Amar Haciendo el Amor – 4:09 (Billy Mann, Denise Eisenberg Rich, Benito)
15. Only One Road – 4:48 (Peter Zizzo)
16. That's the Way It Is – 4:01 (Max Martin, Kristian Lundin, Andreas Carlsson)

### The Collector's Series, Volume One(Japanese bonus track)
L'edizione giapponese contiene come traccia bonus il duetto con Clive Griffin:
1. When I Fall in Love (feat. Clive Griffin) – 4:20 (Edward Heyman, Victor Young)